# ホスロー・ハーン
ホスロー・ハーン（? - 1320年）は、インド北部を支配したハルジー朝の簒奪者。
ハルジー朝の歴代君主との血縁関係は無く、第3代君主・アラー・ウッディーン・ハルジーが登用したヒンドゥー教徒からイスラム教徒への改宗者系の人材の1人という。第5代君主・クトゥブッディーン・ムバーラク・シャーの側近として仕え、政治に無関心なムバーラクに代わって実権を任された。やがて力を蓄えたホスローは1320年にクーデターを起こしてムバーラクを殺し、自ら君主となり、「スルタン・ナーシルッディーン」を名乗った。
だが、バンジャーブ地方を治めていた総督のギヤースッディーン・トゥグルクはこれを認めずに挙兵する。デリーを落とされ、処刑された。